# Duke Records
Duke Records war ein US-amerikanisches Independent-Label, die zwischen 1952 und 1974 bestand und in Memphis (Tennessee) bzw. Houston ansässig war. Es wurden Schallplatten mit Popmusik produziert, Schwerpunkte waren Blues, Rhythm and Blues (R&B) und Soul. 

## Geschichte
Gründer von Duke Records waren der Programmdirektor der Rundfunkstation WDIA aus Memphis, David James Mattis und Bill Fitzgerald, Inhaber der Schallplattenfirma Tri-State Recording Company. Die Gründung erfolgte 1952 in Memphis, 1953 kam der Umzug nach Houston, nachdem Don Robey in die Firma eingestiegen war. Seine Plattenfirma Peacock Records und Duke bildeten künftig das gemeinsame Dachunternehmen Duke-Peacock. Beide Marken blieben aber getrennt voneinander auf dem Markt. 
Duke Records begann sein Single-Programm 1952 unter der Katalog-Nummer 101 mit dem Blues-Sänger Rosco Gordon und den Titeln Tell Daddy / Hey, Fat Girl. Rosco war von Chess Records zu Duke gekommen. Der erste Single-Titel, der Aufnahme in die Hot 100 des US-Musikmagazins Billbord fand, war im Januar 1955 Pledging My Love mit Johnny Ace, der seine Plattenkarriere bei Duke begonnen hatte. Der Erfolgsgarant für Duke war der Blues- und Soulsänger Bobby Bland, der von 1952 bis 1972 unter Vertrag stand. Er hatte seinen ersten Hot-100-Titel mit Farther Up the Road, der im Sommer 1957 Platz 43 erreichte. In den 21 Jahren bei Duke wurden 47 Titel in die Hot 100 aufgenommen, von denen Ain't Nothing You Can Do auf Rang 20 am erfolgreichsten war. Insgesamt produzierte das Label 59 Singles und zwölf Langspielplatten. Mit weitem Abstand dahinter kam der R&B-Sänger Junior Parker, der von 1954 bis 1966 33 Singles und drei LPs veröffentlichte. Er tauchte dreimal in den Hot 100 auf und hatte mit Annie Get Your Yo-Yo auf Platz 51 seinen größten Erfolg. 
Von 1952 bis 1961 verwendete Duke für seine Singles Etiketten in den Farben Gelb und Braun, der gelbe Firmenschriftzug im braunen Feld befand sich im oberen Teil. Im Laufe des Jahres wurde zu einem roten Etikett gewechselt. Das Rot ging zur Mitte hin in einen gelben Farbton über. Die Beschriftung war schwarz, der weiße, schwarz eingefasste, Firmenschriftzug im Westernstil rückte an den rechten Rand. Die Promoplatten waren in allen Jahren lila gehalten. Nach etwa 480 produzierten Singles und 23 Langspielplatten verkaufte Don Robey am 23. Mai 1973 Duke-Peacock an ABC Dunhill.

## Interpreten mit den meisten Singles
- Bobby Bland (59)
- (Little) Junior Parker (33)
- Buddy Ace (17)
- Johnny Ace (16)
- Ernie K-Doe (10)
- Rosco Gordon (9)
- Earl Forest (7)
- John Roberts (7)
- James Davis (6)
- Miss La Vell (6)
- Paul Perryman (6)
- The El Toros (5)

## Titel in den Hot 100
| Eintritt | Titel                            | Interpreten          | Katalog-Nr. | Platz |
| -------- | -------------------------------- | -------------------- | ----------- | ----- |
| 01/1955  | Pledging My Love                 | Johnny Ace           | 136         | 17.   |
| 07/1957  | Next Time You See Me             | Little Junior Parker | 164         | 74.   |
| 08/1957  | Farther Up the Road              | Bobby Bland          | 170         | 43.   |
| 12/1959  | I'll Take Care of You            | Bobby Bland          | 314         | 89.   |
| 10/1960  | Cry, Cry, Cry                    | Bobby Bland          | 327         | 71.   |
| 02/1961  | I Pity the Fool                  | Bobby Bland          | 332         | 46.   |
| 05/1961  | Driving Wheel                    | Little Junior Parker | 335         | 85.   |
| 07/1961  | Don't Cry No More                | Bobby Bland          | 340         | 71.   |
| 12/1961  | Turn on Your Love Light          | Bobby Bland          | 344         | 28.   |
| 03/1962  | Ain't That Loving You            | Bobby Bland          | 338         | 86.   |
| 03/1962  | Annie Get Your Yo-Yo             | Little Junior Parker | 345         | 51.   |
| 03/1962  | Who Will the Next Fool Be        | Bobby Bland          | 347         | 76.   |
| 08/1962  | Yield Not to Temptation          | Bobby Bland          | 352         | 56.   |
| 09/1962  | Stormy Monday Blues              | Bobby Bland          | 355         | 43.   |
| 01/1963  | Call on Me                       | Bobby Bland          | 360         | 22.   |
| 01/1963  | That's the Way Love Is           | Bobby Bland          | 360         | 33.   |
| 07/1963  | Sometimes You Gotta Cry a Little | Bobby Bland          | 366         | 56.   |
| 11/1963  | The Feeling Is Gone              | Bobby Bland          | 370         | 91.   |
| 03/1964  | Ain't Nothing You Can Do         | Bobby Bland          | 375         | 20.   |
| 06/1964  | Share Your Love with Me          | Bobby Bland          | 377         | 42.   |
| 10/1964  | Ain't Doing Too Bad (Part 1)     | Bobby Bland          | 383         | 49.   |
| 12/1964  | Blind Man                        | Bobby Bland          | 386         | 78.   |
| 01/1965  | Black Night                      | Bobby Bland          | 386         | 99.   |
| 04/1965  | Ain't No Telling                 | Bobby Bland          | 390         | 93.   |
| 008/1965 | These Hands                      | Bobby Bland          | 385         | 63.   |
| 01/1966  | I'm Too Far Gone                 | Bobby Bland          | 393         | 62.   |
| 05/1966  | Good Time Charlie                | Bobby Bland          | 402         | 75.   |
| 09/1966  | Poverty                          | Bobby Bland          | 407         | 65.   |
| 04/1967  | You're All I Need                | Bobby Bland          | 416         | 88.   |
| 02/1968  | Driftin' Blues                   | Bobby Bland          | 432         | 96.   |
| 11/1968  | Rockin' in the Same Old Boat     | Bobby Bland          | 440         | 58.   |
| 05/1969  | Gotta Get to Know You            | Bobby Bland          | 447         | 91.   |
| 08/1969  | Chains of Love                   | Bobby Bland          | 449         | 60.   |
| 01/1970  | If You've Got a Heart            | Bobby Bland          | 458         | 96.   |
| 11/1970  | Keep on Loving Me                | Bobby Bland          | 464         | 89.   |
| 05/1971  | I'm Sorry                        | Bobby Bland          | 466         | 97.   |
| 01/1972  | Do What You Set Out to Do        | Bobby Bland          | 472         | 64.   |

## Langspielplatten
| Interpreten                 | Titel                               | Katalog-Nr. | Jahr  |
| --------------------------- | ----------------------------------- | ----------- | ----- |
| Johnny Ace                  | Memorial Album                      | 70          | 1955* |
| Bobby Bland / Junior Parker | Blues Consolidated                  | 72          | 1958  |
| Various Artists             | Like 'Er Red Hot                    | 73          | 1960  |
| Bobby Bland                 | Two Steps From the Blues            | 74          | 1961  |
| Bobby Bland                 | Here's the Man                      | 75          | 1962  |
| Junior Parker               | Driving Wheel                       | 76          | 1962  |
| Bobby Bland                 | Call on Me                          | 77          | 1963  |
| Bobby Bland                 | Ain't Nothing You Can Do            | 78          | 1964  |
| Bobby Bland                 | Soul of the Man                     | 79          | 1966  |
| Nr. 80 und 81 unbekannt     |                                     |             |       |
| Various Artists             | Blues That Gave America Soul        | 82          | 1966  |
| Junior Parker               | Best of Junior Parker               | 83          | 1967  |
| Bobby Bland                 | Best of Bobby "Blue" Bland          | 84          | 1967  |
| Nr. 85 unbekannt            |                                     |             |       |
| Bobby Bland                 | Best Of Bobby "Blue" Bland Volume 2 | 86          | 1968  |
| Nr. 87 unbekannt            |                                     |             |       |
| Bobby Bland                 | Touch of the Blues                  | 88          | 1967  |
| Bobby Bland                 | Spotlighting the Man                | 89          | 1967  |
| Bobby Bland                 | If Loving You Is Wrong              | 90          |       |
| Joe Hinton                  | Duke-Peacock Remembers              | 91          |       |
| Bobby Bland                 | Introspective of the Early Years    | 92          | 1970  |

* zweite Auflage 1961 unter Nr. 71